# Metentoria regulus
Metentoria regulus är en insektsart som först beskrevs av John Obadiah Westwood 1859.  Metentoria regulus ingår i släktet Metentoria och familjen Phasmatidae. Inga underarter finns listade i Catalogue of Life.